# Acanthocarpus (crabe)
Ne doit pas être confondu avec le genre botanique du même nom.
Genre
Acanthocarpus est un genre de crabes de la famille des Calappidae.

## Liste des espèces
Selon World Register of Marine Species (1 mars 2025) :
- Acanthocarpus alexandri Stimpson, 1871 - espèce type
- Acanthocarpus bispinosus A. Milne-Edwards, 1880
- Acanthocarpus brevispinis Monod, 1946
- Acanthocarpus delsolari Garth, 1973
- Acanthocarpus meridionalis Mañé-Garzón, 1979
- † Acanthocarpus obscurus (Rathbun, 1918)
- † Acanthocarpus osborni Feldmann, Schweitzer & Phillips, 2019

## Systématique
Le nom valide complet (avec auteur) de ce taxon est Acanthocarpus Stimpson, 1871,. Son espèce type est Acanthocarpus alexandri. 

### Publication originale
- (en) William Stimpson, « Preliminary report on the Crustacea dredged in the Gulf Stream in the Straits of Florida, by L. F. de Pourtales, Assist. U. S. Coast Survey. Part I. Brachyura », Bulletin of the Museum of Comparative Zoölogy, Cambridge, vol. 2, no 2,‎ 1871, p. 109-160 (lire en ligne, consulté le 1er mars 2025).